# Jayac
Jayac é uma comuna francesa na região administrativa da Nova Aquitânia, no departamento Dordonha. Estende-se por uma área de 17,64 km². Em 2010 a comuna tinha 179 habitantes (densidade: 10,1 hab./km²).